# Kusatsu
Kusatsu (jap. 草津市 Kusatsu-shi) – miasto w Japonii, w prefekturze Shiga, na wyspie Honsiu (Honshū).

## Historia
Miasto Kusatsu znajduje się w południowej części prefektury Shiga. Ze względu na swoje usytuowanie u zbiegu szlaków transportowych Tōkaidō i Nakasendō oraz wiodących poprzez jezioro Biwa było ważnym miejscem w historii, a i obecnie odgrywa ważną rolę w prefekturze Shiga.
W okresie Edo (1603–1867) Kusatsu-juku było pięćdziesiątą drugą (z pięćdziesięciu trzech) pocztową stacją odpoczynkową (shukuba) na szlaku Tōkaidō i sześćdziesiątą ósmą (z sześćdziesięciu dziewięciu) stacją traktu Nakasendō (Kisokaidō, Kiso Kaidō). Obecnie jest zabytkiem w centrum miasta.

## Położenie
Miasto leży w południowej części prefektury, na południowym brzegu jeziora Biwa, graniczy z:
- Moriyama
- Ōtsu
- Rittō

## Galeria

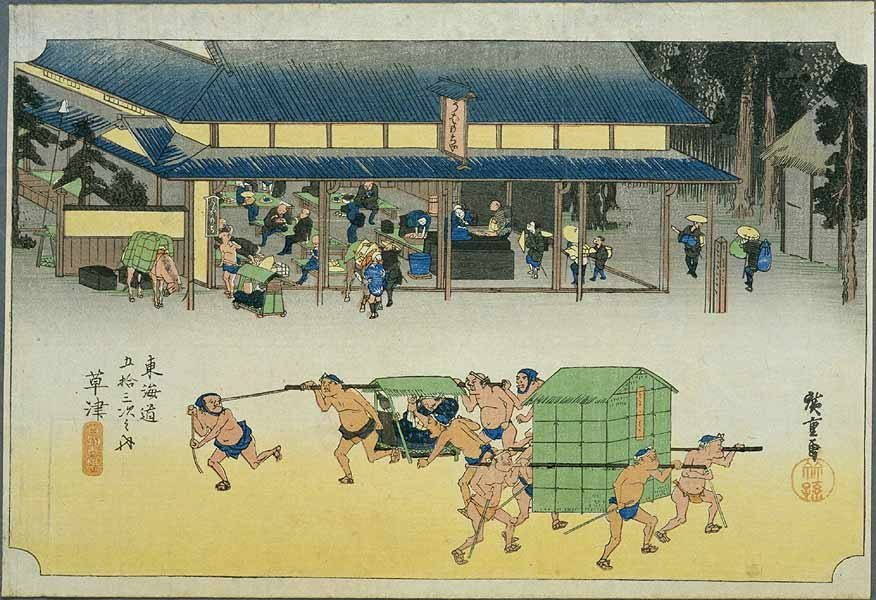
Hiroshige Andō (1797–1858), Tōkaidō 52, Kusatsu
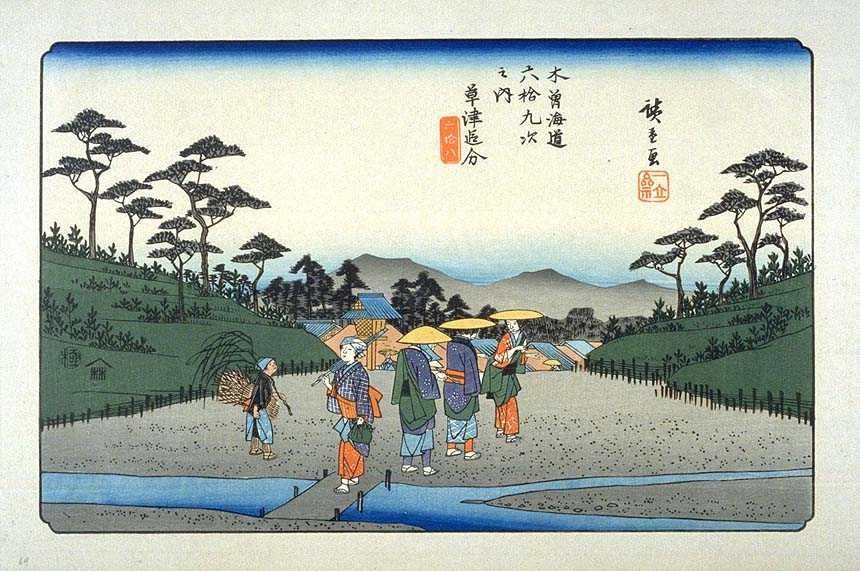
Hiroshige, Kisokaidō 68, Kusatsu
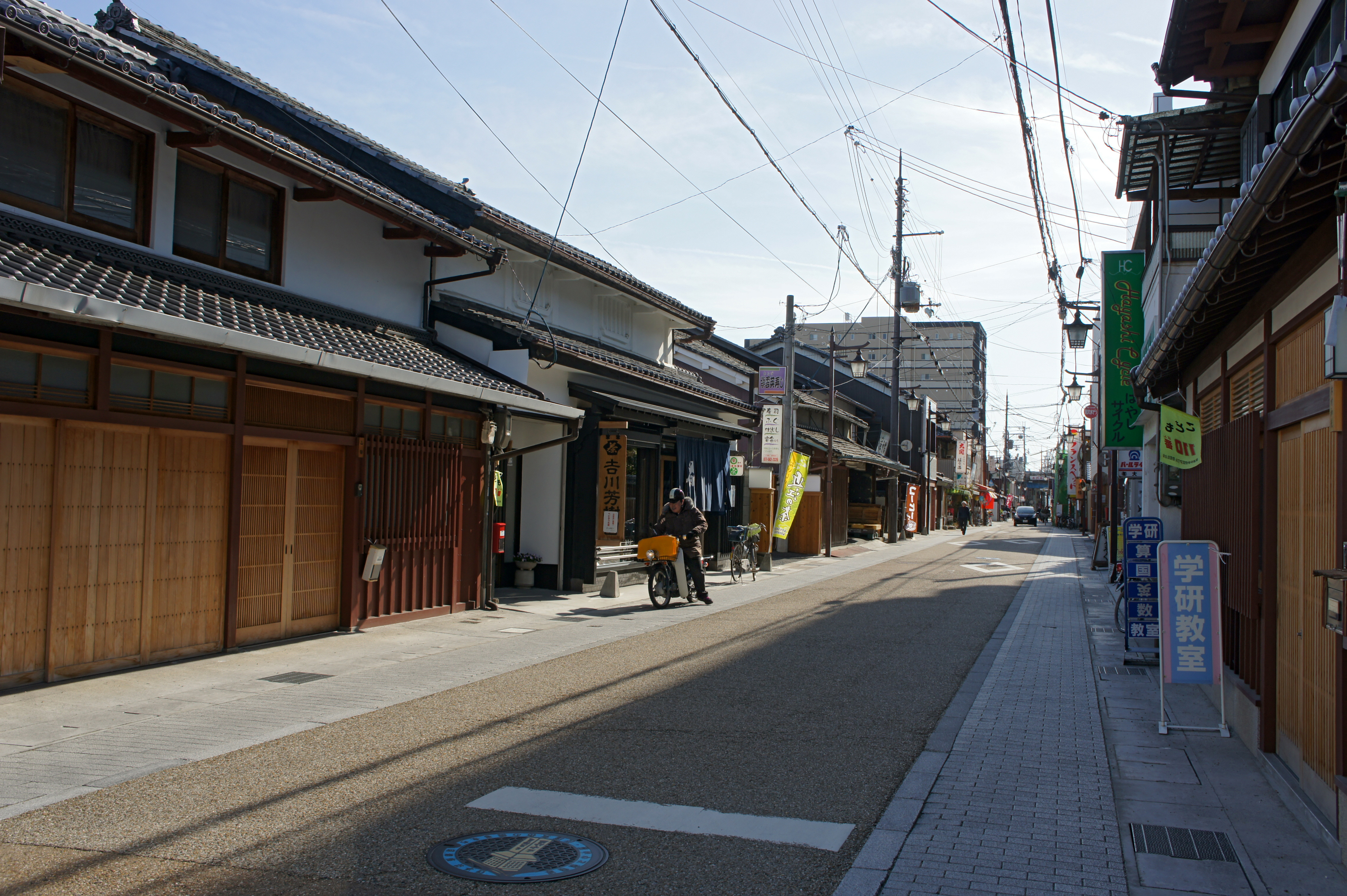
Kusatsu-juku obecnie
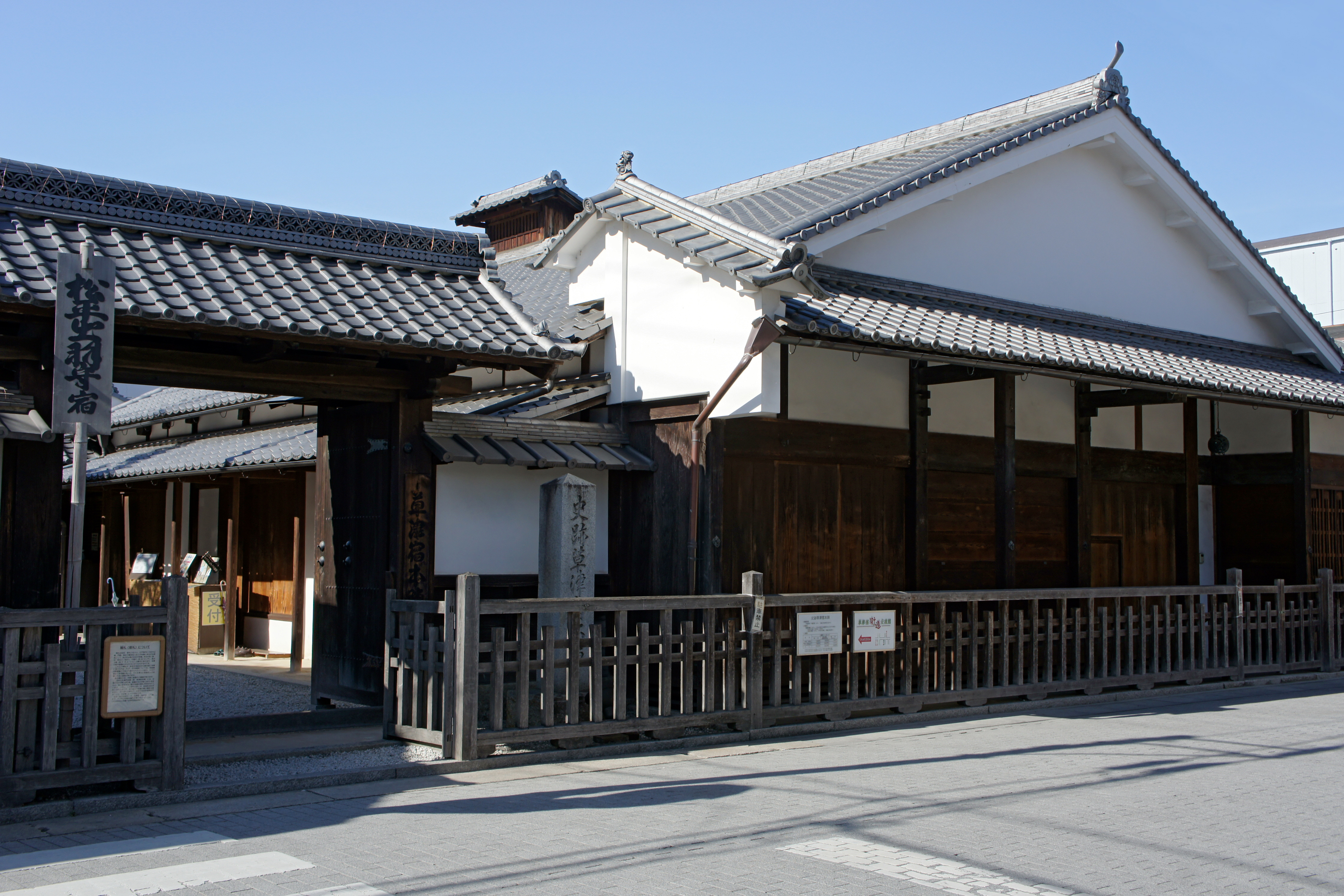
Kusatsu-juku-honjin[a]